# TV JB
TV JB (abreviação de TV Jornal do Brasil) foi uma rede de televisão brasileira fundada no Rio de Janeiro em 17 de abril de 2007 pelo empresário Nelson Tanure, dono da Companhia Brasileira de Multimídia (CBM), inicialmente transmitida através de uma parceria com Flávio Martinez na CNT. A parceria durou até o dia 5 de setembro, quando por decisão judicial, a emissora tem o sinal cortado por falta de pagamento, aliada a uma crise interna. Em 10 de setembro, retornou ao ar através da Rede Brasil, que durou apenas uma semana. O canal foi encerrado em 17 de setembro de 2007.
Inicialmente, a TV JB transmitia seis horas diárias de produção própria, das 18h à 0h. O canal teve sedes no Rio de Janeiro, em São Paulo (na Gugu Produções) e em Brasília (na sucursal de jornalismo do Grupo CBM). O nome foi inspirado no jornal homônimo, de propriedade do mesmo grupo.

## História

### Antecedentes
O Jornal do Brasil já almejava ter uma emissora de televisão desde a década de 1950. O interesse se manifestou, primeiramente, durante o mandato de Juscelino Kubitschek como presidente da República (1956 – 1961). Embora bem encaminhada, a concessão acabou não sendo cedida pelo Governo Federal para utilização. Em 1961, uma outra tentativa, com Jânio Quadros na presidência, também não foi adiante em razão de sua renúncia do cargo no mesmo ano. Seu vice e sucessor João Goulart possibilitou conversações, mas sem obter resultados. Em 1973, no governo de Emílio Médici, sob regime de ditadura militar, é dada para o periódico a concessão do canal 9 VHF do então estado da Guanabara, que foi repassada para Niterói, cidade vizinha, então capital do estado do Rio de Janeiro, sendo alegado que era preciso ter uma estação de TV por lá.
Em 1974, no início do mandato de Ernesto Geisel, o jornal conseguiu a outorga do canal 9 da cidade de São Paulo com a pretensão de formar uma rede nacional, a qual sofreu uma derrocada. O então diretor-presidente do Jornal do Brasil Nascimento Brito afirmou que a emissora sofreu um boicote em relação ao patrocínio de empresas e às verbas federais de publicidade — o periódico criticava a política econômica estatizante do governo. Em 1978, com o prazo para inaugurar a rede se esgotando, os dois canais concebidos ao jornal são devolvidos à União.
Em 1985, em outra tentativa de criar uma rede, o Jornal do Brasil, junto a João Havelange, então presidente da Federação Internacional de Futebol (FIFA), que contou com o apoio de dirigentes do conglomerado de mídia mexicano Televisa, adquiriu a parte correspondente ao apresentador de TV Silvio Santos das ações do grupo de emissoras de rádio e televisão do empresário Paulo Machado de Carvalho. Entre elas estavam as rádios Record AM e FM de São Paulo, a TV Record de São Paulo e do Rio de Janeiro, a TV Rio Preto e a TV Imperador. No entanto, pouco tempo depois, o comando das emissoras volta a ser da família Machado de Carvalho (com exceção da Record do Rio, que vai para Guilherme Stoliar, sobrinho de Silvio Santos).
Em 2006, as primeiras informações noticiadas na imprensa comunicavam que a Companhia Brasileira de Multimídia estaria comprando a Central Nacional de Televisão. Somente após algumas semanas, foi distribuída nota a imprensa informando que na verdade se tratava apenas de um aluguel de horários. Em agosto de 2006, o dono da CNT, Flávio Martinez, aluga toda a programação de suas emissoras para o presidente da CBM, Nelson Tanure, por R$ 3 milhões/mês num contrato de 5 anos renováveis. Em setembro, a CBM assume a programação e a gestão comercial do canal, porém, sem nenhuma novidade aparente. Em outubro, os novos gestores arrendam as dependências da produtora Casablanca para usar como sede da nova emissora. Em novembro, são contratados Boris Casoy e Clodovil Hernandes. Em dezembro, a CNT transmite o Mundial Interclubes já com a marca CNT/JB. Em janeiro de 2007, os novos gestores desistem de arrendar a Casablanca e optam pelo arrendamento do prédio da Gugu Produções, produtora de Gugu Liberato em Barueri. O CNT Jornal passa a ser gerado provisoriamente nos estúdios da Central Nacional de Televisão no Rio de Janeiro (produzido no mesmo estúdio do Jornal do Meio Dia, exibido na época apenas para o Rio de Janeiro). Em fevereiro, ocorre a transmissão do Desfile das Escolas de Samba do Rio de Janeiro (Acesso A) ainda com a marca da CNT. Em março, ocorre a extinção de todos os programas produzidos pela CNT, dentre eles, os programas esportivos e jornalísticos como o CNT Jornal.

### Inauguração
Em 17 de abril, às 18 horas de uma terça-feira, a emissora é inaugurada (entre meia-noite até 17h59, o horário era ocupado por produções independentes e vendas). Em reportagem publicada no Jornal do Brasil do mesmo dia, é destacada que a ideia do canal era "fugir da audiência fácil e da programação de baixo nível - tão em voga nos canais abertos", através do "jornalismo crítico e atrações com o requinte da TV por assinatura". A atração que marcou o início das atividades da emissora foi um programa voltado ao público adolescente intitulado Na Rua. Às 22h estreou o Telejornal do Brasil. Na estreia da programação, o principal transmissor da rede em São Paulo, com 40 kW, pega fogo e a TV JB é obrigada a estrear com um transmissor reserva de 10 kW. O entusiasmo provocado pelo lançamento do canal era tal que Nelson Tanure, presidente do grupo CBM, afirmou em reportagem veiculada no Jornal do Brasil que facilmente a nova emissora seria "a terceira maior rede de televisão do Brasil" com previsão de afiliação de 66 emissoras.
Em abril do mesmo ano, estreia a série luso-brasileira Segredo, exibida originalmente pela RTP e apresentada em formato de telenovela pela TV JB com o nome de Coração Navegador. Foi tomada a decisão de abrasileirar a atração com outro título, nova abertura com a música "Vira Virou", de Kleiton & Kledir e a dublagem das falas dos atores portugueses. A trama foi gravada em Porto Alegre.

### Problemas financeiros, ida para a Rede Brasil e encerramento
Em maio, ocorrem as primeiras queixas de parte dos funcionários sobre a situação financeira da emissora. Em 25 de maio, uma equipe da TV JB do Rio de Janeiro foi assaltada no Complexo do Alemão. Em maio, estreou o programa Manhã Mulher, apresentado diariamente entre 10 e 12 horas. Em junho, é noticiado que a audiência do canal era de apenas 0,1 ponto ("traço") no IBOPE em São Paulo, justificado por seu péssimo sinal. No mesmo mês, a novela Coração Navegador deixou de ser exibida sem explicações, de modo que seu final não foi apresentado. A TV JB suspende os pagamentos tanto do arrendamento do canal como também do aluguel dos estúdios. No dia 27 de junho o canal inaugura um  novo transmissor no Rio de Janeiro. Em julho, Clodovil Hernandes é demitido da emissora após desavenças com a produção de seu programa, sem direito a multa rescisória.
Em agosto, a grade de programação da TV JB muda constantemente por conta da crise. Apesar da tentativa de renegociação, Flávio Martinez desiste do negócio e pede judicialmente a quebra do contrato. Em 3 de setembro, a TV JB anuncia com grande euforia a contratação de Sérgio Mallandro para um programa nas tardes de domingo, porém jamais estreou. Em setembro a justiça de São Paulo, em liminar favorável à CNT, autoriza a mesma a cortar o sinal, realizado no dia 6. Para cobrir o espaço deixado, foram exibidos reprises de programas próprios, originalmente produzidos na década de 1990. No mesmo dia, a TV JB voltou ao ar pela recém-criada Rede Brasil. O lançamento oficial da nova parceria ocorreu no dia 10 de setembro. Porém, após uma semana no ar, a CBM decidiu encerrar seu projeto de televisão, alegando que o seu fim estava ligado "a qualidade técnica da rede de transmissão [CNT] que não atendia aos clientes comerciais e nem à audiência da TVJB". Com o fechamento, 200 funcionários são demitidos. No mesmo mês, o grupo solicitou um levantamento de todas as emissoras de TV à venda no período para tentar relançar o canal. A curta duração da TV JB foi chamada de "Mico do Ano" em matéria publicada no jornal O Globo, no final de 2007.

## Programas
De sua estreia até seu encerramento, a TV JB produziu e exibiu os seguintes programas:
- Telejornal do Brasil - com apresentação de Boris Casoy, trouxe as últimas informações do dia com análises e entrevistas esclarecedoras.[23] Foi exibido durante toda a existência da emissora. Também foi transmitido por um canal a cabo pertencente à TV Alphaville.
- Repórter JB -  programa de documentários e reportagens focado nas belezas paradisíacas do país.
- Nei e Nani - programa de variedades que colocou em pauta assuntos como estética, culinária, curiosidades, notícias e esporte. Foi apresentado por Ney Gonçalves Dias e Nani Venâncio, o programa foi exibido pela Rede Brasil.[24]
- Manhã Mulher - programa de televisão brasileiro transmitido pela TVJB, exibido de segunda a sexta-feira das 10h00 às 12h00 com a apresentação de Ney Gonçalves Dias e Nani Venâncio. Era um programa feminino que colocava em pauta assuntos como estética, culinária, notícias e moda.
- Bagatela - programa que foi transmitido ao 12h durante algumas semanas, e que fazia leilões ao contrário, nos quais ganhava a pessoa que desse o menor lance único.
- Verso & Reverso - Talk show com Augusto Nunes, que tratou das atualidades e de histórias de sucesso.
- Caderno de Empregos - programa de entrevistas apresentado por Bruna Calmon, deu dicas de como elaborar um currículo, como se comportar em entrevistas e sobre como é o mercado de trabalho.
- Por Excelência - Talk show apresentado por Clodovil Hernandes nas noites de domingo.[25]
- Magnavita - programa de entrevistas, turismo, glamour e com pessoas da alta sociedade, comandado por Claudio Magnavita.
- Planeta Turismo - desvendou as maiores curiosidades das belezas ambientais do país.
- + Pop - faixa de clipes da emissora.
- Sinfonia Fina - programa musical com apresentação de Anélis Assumpção. Era dedicado tanto à música erudita quanto à música popular.
- Café & MPB - programa que entrevistava artistas iniciantes ou consagrados da Música Popular Brasileira.
- Palco JB - programa que exibia shows variados.
- Loucos por Bola, apresentado por Alexandre Araújo, Smigol e Lopes.
- Na Rua - Programa destinado ao público jovem. Convidados principais incluíam bandas e artistas variados.